# Черемно
Черемно (або Чермно, пол. Czermno) — село в Польщі, у гміні Тишівці Томашівського повіту Люблінського воєводства, над річкою Гужва. На території Черемно було одне з найбільших ранньосередньовічних городищ — місто Червен. Населення — 322 особи (2011).

## Історія

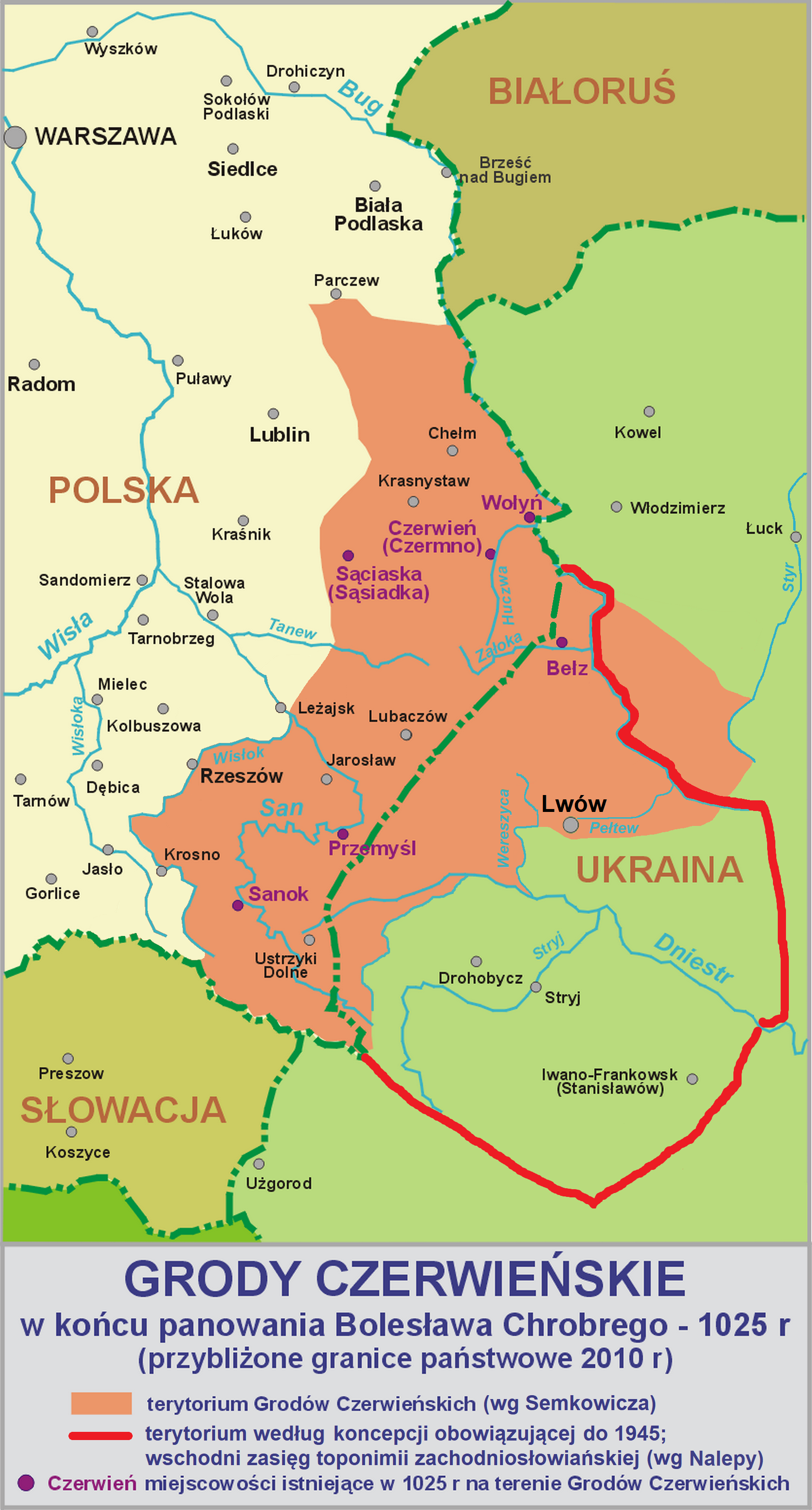
Територія міст Червенських на сучасній мапі

У V—VI століттях на землях сучасної Холмщини з'явилися слов'янські городища та відкриті поселення. Вважається, що тут в VIII—XI ст. також спостерігалося поєднання культурних елементів, які походили з прилеглих країв. Більшість груп поселень концентрується по берегам річок. В цьому розумінні Буг виступав віссю, навколо якої кристалізувалася майбутня Волинська земля. Перед державним періодом тут склалася мозаїка поселень що відрізнялися своєю хронологією, а також етнічними та культурними рисами. Щодо ідентифікації ранньоплемінних об'єднань Західної Волині існує безліч проблем. Територія Холмщини, згідно української історіографії, яка повістю довіряє Повісті временних літ, на практиці пов'язана з «дулібами», «волинянами» або «бужанами». Всі ці імовірно напів-легендарні назви пов'язані з єдиною археологічною культурою Луки-райковецької, яка поширена від Дніпра до Бугу. Польські дослідники, вважають що на території Холщини тут жили не менш дискусійні «лендзяни», відомі з двох нелокалізованих згадок: Баварського географа та Костянтина Багрянородного, та і то не зрозуміло чи йдеться про те саме плем'я чи ні. Наразі на основі археології замість легендарних племен виділяють менш гетерогенні слов'янські спільноти племінного періоду на основі археології. Зокрема на прикордонні поляки виділяють групи під умовною назвою сандомирян та люблинян.
З початку XIX століття Черемно ототожнюється з м. Червен, столицею міст Червенських на нинішньому польсько-українському прикордонні. Ймовірно, Червень на початковому періоду був регіональним центром, місце якого згодом займе Холм. Польські дослідники, спираючись на Празьку грамоту 1086 р., припускають що на ранньому етапі свого розвитку Червень міг належати до Великої Моравії, а потім Чехії. Проте додаткових доказів цього немає. Згадується вперше у 981 р., коли князь руський Володимир відібрав його у ляхів. Але 1018 польський князь Болеслав І Хоробрий їх знову відвоював (до 1031 року).
Від 1031 Ярослав і Мстислав Володимировичі остаточно приєднали Ч. Г. до Київської Руси. У 11—12 ст. Ч. Г. входили до Волинського князівства, а в 13—14 ст. до Галицько-Волинської держави (на початку 13 ст. становили короткий час княжий уділ). У середині 13 ст. Ч. Г. зруйнували татари, і вони занепали. У другій половині 14 ст. територія Ч. Г. була захоплена Польщею і Великим князівством Литовським.
В селі Чермно церква св. Миколая згадується в 1535—1578 рр.
За даними етнографічної експедиції 1869—1870 років під керівництвом Павла Чубинського, у селі здебільшого проживали греко-католики, усе населення розмовляло українською мовою.
Перепис 1921 р. засвідчив наявність у селі 104 будинків (з них 12 без жильців), 214 українців і 27 євреїв. В 1930-х роках в селі був організований український клуб з драматичним гуртком і хором. Під час німецької окупації 1939—1944 рр. українці змогли навчатися рідною мовою у школі. У 1943 році в селі проживало 423 українці та 278 поляків. Поляки розгорнули терор з убивствами українців, українці організували самооборону. Відомо про 8 жертв, вбитих у 1944 році. Стероризовані поляками, українці наприкінці жовтня 1944 р. погодились на евакуацію до СРСР. Жителі села, повертаючись після демобілізації, не знали про виселення українців і повертались у рідне село, тут їх убивали поляки.

## Розкопки
Поселенський комплекс у Чермні — Давнє місто розташоване на окремих височинах в долині р. Гучви та її лівої притоки р. Синюхи. Центральне місце в структурі літописного Червеня займає дитинець — городище Замчище. Воно розташоване на південний захід від р. Гучви на її лівому березі. Городище має овальну форму розміром 145 х (за іншими даними 155х119 м) і оточене по периферії валом, який в певних місцях досягає висоти. В північній частині в розриві між валами знаходиться в'їзд на дитинець. В урочищі Замочок або Вали розміщений окольний град. За допомогою валу та частоколу цей район був об'єднаний з дитинцем в єдину оборонну структуру. На майданчику дитинця відзначено сліди колодязя. Вали дитинця та окольного граду будувалися із застосуванням зрубної конструкції. Початкові оборонні споруди дитинця (час зведення яких не встановлений) були зруйновані та відбудовувались у ХІ-ХІІІ ст. Посад го́роду займав кілька островів у заплаві річки та з півдня був захищений валом. Із зовнішнього боку перед валом був прокопаний рів шириною та глибиною 1,2 м від основи валу. Час зведення поки що не з'ясований. Навколо го́роду по обох боках долини річок Гучви та Синюхи на окремих підвищеннях розташовувалися поселення: Доливо, Гребіще, Містище, Островок, Гоздяк, які входили до поселенської структури давнього Червеня. Міські кладовища відкриті на окольному граді, зокрема в урочищі Підзамче та розташованому за Гучвою урочищі Гребіще. Ще наприкінці ХІХ –поч. ХХ ст. на північний захід від городища знаходився курганний могильник.
Окремі частини міста з'єднувалися між собою дерев'яними помостами, які розміщувалися на вбитих у болота у два ряди дубових паль. Найдовший поміст перетинав долину р. Синюхи та з'єднував поселення по обох її берегах. Такий самий поміст був прокладений між дитинцем — Замчищем та поселеннями на протилежному березі р. Гучви. Матеріали отримані з цього помосту датуються від Х до ХІІІ ст. Потужність культурного шару на дитинці та окольному граді сягає 2 м. Найдавніші матеріали датуються ІХ-Х ст. Проте найбільш насичені культурні шари належать до ХІІ-ХІІІ ст. — періоду розквіту давнього Червеня. В останні роки методом детекторного зонування проведено детальне обстеження на площі 10 га городища та передгороддя.
Виявлено близько 2,5 тис. предметів, у тому числі близько 400 так званих дорогичинських свинцевих пломб, 20 свинцевих печаток, які пов'язують з волинськими та київськими князями Давидом Ігоревичем, Ярославом Святополкович, Рюриком Ростилавичем та ін. Також знайдено численні енколпіони, іконки, ремісничі знаряддя, предмети побуту, зброю та ін. Серед знайденого також два скарби прикрас: срібні з позолотою наручні браслети, колти, сережки, персні та ін., які належали жінкам з князівсько-боярського середовища. На городищі Червеня тисячами знайдені пряслиця з овруцького шиферу. Зауважимо, що напівфабрикати пряслиць, зроблених з відходів шиферу, не знайомі в Польщі.
З української точки зору цікавим є епізод перших розкопок Чермна. Їхнім ініціатором був український історик проф. Мирон Кордуба з Варшавського університету, який після його закриття німцями працював вчителем ліцею в Холмі. Саме він інспірував українського археолога Лева Чекаленка до дослідження Червеня. Розкопки були фінансовані Українським Центральним комітетом В. Кубійовича. Втім, Л. Чикаленко не мав необхідного досвіду, тому звернувся до польських археологів, які в передвоєнний час займалися розкопками Сутейська. Польські археологи, зокрема Є. Антоневич, вороже поставилися до ідеї українців та не сприяли розкопкам. Вони навіть намагалися добитися від німців їх заборони. Причина була в тому, що польські археологи не розкопували Черемно через певність того, що вони там знайдуть пам'ятки не польські, а руські, та не хотіли додавати ідеологічної бази для українських незалежницьких переконань. Л. Чикаленко обережно поставився до городища, розкопуючи лише його периферію. В серпні 1940 р. подав звіт. Незважаючи на побоювання поляків, дослідження не були використані в ідеологічних цілях, у друкованих органах УЦК про них не повідомлялося.

## Теперішній час
У науковій літературі проблема локалізації м. Червеня (а тим самим й інших Ч. Г.) була предметом багатьох гіпотез: над Дністром — Червоногород, біля Холма — (Чернеїв), — і остаточно за результатами археологічних досліджень, які проводили у 1950-1960-х рр., м. Червен локалізується на території сучасного села Черемно.
На площі близько 100 га відкрито: городище, зміцнені водонепроникні гідроперегородки, відкриті поселення, а також 3 кладовища. Поселення займало обидва береги Гужви, сполучення між, якими уможливлював дерев'яний міст. Археологічні дослідження довели крім того, що місто пережило татарське нашестя 1240 р. За розміром городище можна співвіднести з такими значними ранньосередньовічними польськими містами як Познань чи Гнєзно.
Урочище Монастир пов'язують з монастирем XI—XII ст. В урочищі Містище була церква XI—XII ст. — навпроти урочища Замчище на р. Синюха.
У 1975—1998 роках село належало до Замойського воєводства.

## Демографія
Демографічна структура станом на 31 березня 2011 року:
|          | Загалом | Допрацездатний вік | Працездатний вік | Постпрацездатний вік |
| -------- | ------- | ------------------ | ---------------- | -------------------- |
| Чоловіки | 175     | 40                 | 105              | 30                   |
| Жінки    | 147     | 31                 | 69               | 47                   |
| Разом    | 322     | 71                 | 174              | 77                   |